# إدوارد بيج
إدوارد بيج (6 أغسطس 1864 - 5 سبتمبر 1946) (بالإنجليزية: Edward Page)‏ هو لاعب كريكت بريطاني.